# Furkan Özçal
Furkan Özçal (Monaco di Baviera, 3 settembre 1990) è un ex calciatore turco con cittadinanza tedesca, di ruolo centrocampista.

## Palmarès

### Club

#### Competizioni nazionali
- Campionato turco: 1

Galatasaray: 2012-2013
- Supercoppa di Turchia: 1

Galatasaray: 2012